# Dendrobium lobulatum
Dendrobium lobulatum là một loài thực vật có hoa trong họ Lan. Loài này được Rolfe ex J.J.Sm. mô tả khoa học đầu tiên năm 1905.